# Ticușu Nou, Brașov

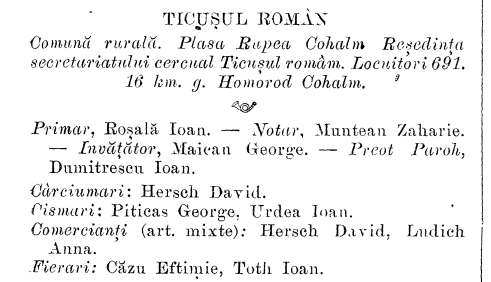
Situație Funcții Publice Ticușu Nou circa 1920-1926

Ticușu Nou, cunoscut mai demult și ca Ticușul Românesc (în latină Valachiex Tikos, în dialectul săsesc Blesch-Tâkes, în germană Walachisch Tekes, Rumänisch Tekes, în maghiară Felsőtyukos, Oláhtyukos) este un sat în comuna Comăna din județul Brașov, Transilvania, România.

## Istoric
Prezența comunității românești în hotarul Ticușului, trebuie căutată în localitatea vecină Ticuș (localitate confirmată documentar din 1373 și numită Ticușu Săsesc doar după formarea noii așezari românești de sine stătătoare). În această localitate, alături de comunitatea românească existentă, se adaugă în anul 1538 câteva familii venite din Moldova care se așează pe teritoriul satului. Așezarea colonilor moldoveni, trebuie poziționată în contextul campaniei otomane împotriva lui Petru Rareș condusă de sultanul Soliman I Magnificul (desfășurată între iulie - noiembrie 1538) și încheiată odată cu retragerea domnitorului moldovean în Cetatea Ciceului. Determinat să ia această decizie în urma trădarii unor boieri care au refuzat continuarea luptei, Petru Rareș se retrage cu familia și o parte din curtea sa în Transilvania până la începutul anului 1540 când acesta pleacă spre Constantinopol - reușind să revină pe tronul Moldovei în martie 1541 cu acordul Porții. În această pribegie a curții domnești în Transilvania, a luat parte și hatmanul Alexandru Cornea (1490-1541), nepot de frate (vitreg) al domnitorului care la sfârșitul anului 1540 este chemat de boierii moldoveni să ocupe tronul Moldovei lăsat liber de moartea vărului său domnitorul Ștefan al V-lea Lăcustă. Tradiția locală amintește că la veniriea primilor coloni din Moldova s-au aflat și doi boieri, numiți Cornea și Buzea, care au revenit în Moldova la scurt timp după acest moment, menționând de asemenea și de "cetățuia unui crai mare" în locul cunoscut ca Unghiul Cornii. La scurt timp după așezarea acestora, populația românească intră într-un conflict cu locuitorii sași, care hotăresc alungarea acestora din satul Ticuș, acordându-le o locație la marginea hotarului.     
O primă așezare românească separată este confirmată documentar la anul 1552, și reconfirmată la 1568 sub denumirea de Ticușu Nou (Lat. nova Tyukos), dar reglementarea contractuală prin care li se permitea românilor ocuparea zonei Hattert, are loc la începutul secolului al XVII-lea. La anul 1600, cu acordul principelui Transilvaniei, apare localitatea Ticușu Nou ("Neutekeser"), contractul încheiat cu reprezentanții Ticușului Săsesc fiind semnat în 1627 (Accordatio Tykosiensium, 28.VI.1627). Un secol mai târziu, la 1733,  în parohie se găseau 104 familii românești.   
Datorită statutului privilegiat al așezării pe Pământul Crăiesc (Fundus Regius), Ticușul Nou prezintă o continuitate instituțională a bisericilor românești în localitate, fapt care a servit în același timp și altor comunități din zonă prin activitatea preoților de aici. Începând cu anul 1595, este menționat primul preot ortodox, pentru ca în 1634 (҂а҃х҃л҃д҃), sub același preot, să fie construită prima biserică românească de piatră din Scaunul Rupea. Timp de două sute de ani, între 1720 și 1922, în sat a funcționat și o parohie greco-catolică, care la sfârșitul secolului al XVIII-lea dă și un protopop al Cohalmului (Rupea).    
Având o tradiție școlară veche - manifestată inițial prin prezența unor dascăli ambulanți - începând cu anul 1852 se deschide școala confesională condusă de cantorul Ioan Meșa, pentru ca în anul 1910 să se inaugureze noul edificiu al școlii, devenită comunală începând cu anul 1889.    
Identitatea locală a comunității, a fost determinată de proximitatea față de Țara Făgărașului, dar și față de localități aflate pe teritoriul comitatului Alba (precum Crihalma, Racoș sau Paloș) și bineînțeles de apartenența sa la Scaunul Rupea. Particularitățile acestor spații transilvănene precum și contactul permanent existent între locuitorii acestora, poziționează localitatea la confluența unor tradiții istorice și culturale diverse. Mai mult decât atât, în decursul secolului al XVII-lea, fondului etnic existent i se adaugă un nou strat de populație românească, originară din Moldova, contribuind la fondul identitar al localității în secolul al XIX-lea și al XX-lea.      

## Aspecte demografice
Dacă în anul 1626 populația locală este estimată la circa de 100 familii, în 1640 aceasta ar ajunge să numere 172 de familii. În cea de-a doua parte a secolului al XVII-lea se observă o depopulare majoră cauzată printre altele de distrugerile mari provocate întregului Scaun Rupea de atacul tătăresc din 1658 (în contextul luptelor duse de principele Transilvaniei Gheorghe Rákóczi al II-lea cu Uniunea Polono-Lituaniană, parte din cel de-al Doilea Război Nordic dintre anii 1655 - 1660). Așadar se ajunge ca la 1700 să fie înregistrate doar 23 de familii, situația demografică indicând după această dată o revenire, la 1733 fiind găsite în localitate 104 de familii. Conform datelor demografice din 1761, în Ticuș au fost înregistrate 129 de familii. Primul recensământ civil, consemna în anii 1784-1787, un număr de 122 de case cu 133 de familii care însumau o populație de 642 de locuitori, dintre care 20 erau plecați din localitate. Populația în 1910 este de 724 de suflete (154 Greco-Catolici și 570 Ortodocși).
| An        | 1626    | 1640    | 1671     | 1700    | 1733         | 1750 | 1760    | 1784-1787 | 1805         | 1850 | 1857 | 1869 | 1880 | 1890 | 1900 | 1910 | 1930 | 1940 |
| --------- | ------- | ------- | -------- | ------- | ------------ | ---- | ------- | --------- | ------------ | ---- | ---- | ---- | ---- | ---- | ---- | ---- | ---- | ---- |
| Populație | cca.450 | cca.774 | cca. 350 | cca.103 | cca. 416-520 | 610  | cca.650 | 642       | cca.800-1000 | 820  | ___  | ___  | ___  | ___  | ___  | 724  | 661  | 663  |

## Etimologia numelui localității
Asemeni unei practici des întalnite în procesul de formare al satelor săsești, numele acestora își găsește deseori originea în numele fondatorului (vezi de exemplu Hermanstadt/Sibiu = "orașul lui Herman" sau Hennigsdorf/Henig = "satul lui Henig"). Așadar este înaintată teoria conform căreia Tekes/Teckes este numele fondatorului satului Ticușu Săsesc care este preluat din secolul al XVII-lea în actele oficiale care fac referire la noua localitate, adăugând apelativul etnic în fața numelui ambelor localități cu scopul de a diferenția cele două așezări. Aceasta teorie poate fi confirmată de prezența acestui nume ca nume de familie atât în arealul cuprins între râurile Mosela și Rin cât și în Transilvania în secolul al XVI-lea.

## Monumente istorice
- Biserica veche Sf. Cuv. Parascheva - edificiu din prima jumătate a secolului al XVII-lea (cca.1634), ridicat prin contribuția domnitorului Vasile Lupu.
- Biserica nouă Sf. Cuv. Parascheva - edificiu ridicat în 1893, cu ajutorul colectei întreprinse de preotul Ioan Dumitru (Dumitrescu) în Vechiul Regat.

## Personalități locale
- Emanoil I Lupu (1581-1653), preot ortodox, membru fondator al localității la 1627, originar dintr-o familie boierească din Moldova, înrudit cu Mitropolitul Varlaam.
- Ioan Dumitrescu (născut Dumitru, 24.9.1845-22.5.1926), paroh local, elev la Gimnaziul Român din Brașov, student al Mitropolitului Andrei Baron de Șaguna la seminarul teologic din Sibiu, prin eforturile sale zidindu-se noua biserică de piatră din localitate în anul 1893.
- Ioan Cârlan (1852-1931), publicist, a studiat la gimnaziul romano-catolic din Brașov (avându-l ca profesor pe Iacob Mureșianu), funcționar la Budapesta, prizonier politic în timpul Primului Război Mondial (Caransebeș și Szeged).
- George Cârlan (15.9.1857-4.3.1931), notar, descendentul unei vechi familii preoțești din localitate cu origini în secolul al XVI-lea.
- Ioan Broșu (1860-1938), fiul cantorului Simion (educat la școala din Ohaba a Companiei a XI-a a Regimentului I de Graniță), a fost un preot ortodox care a studiat la gimnaziul romano-catolic din Brașov, la Preparandia de Stat din Deva și la Institutul Teologic Andreian din Sibiu. Prin căsătoria cu Maria Bârsan, fiica parohului Toma III Bârsan, a devenit cumnat al lui Andrei Bârseanu. Fiul său, profesorul și publicistul Ioan II (1886-1943), doctor în teologie al Universității din Cernăuți și membru al delegației orașului Sibiu la Marea Adunare Națională, a fost primul ambasador al României la Paris după încheierea Primului Război Mondial și a îndeplinit ulterior funcția de consul în Elveția.[13][14]

## Galerie imagini

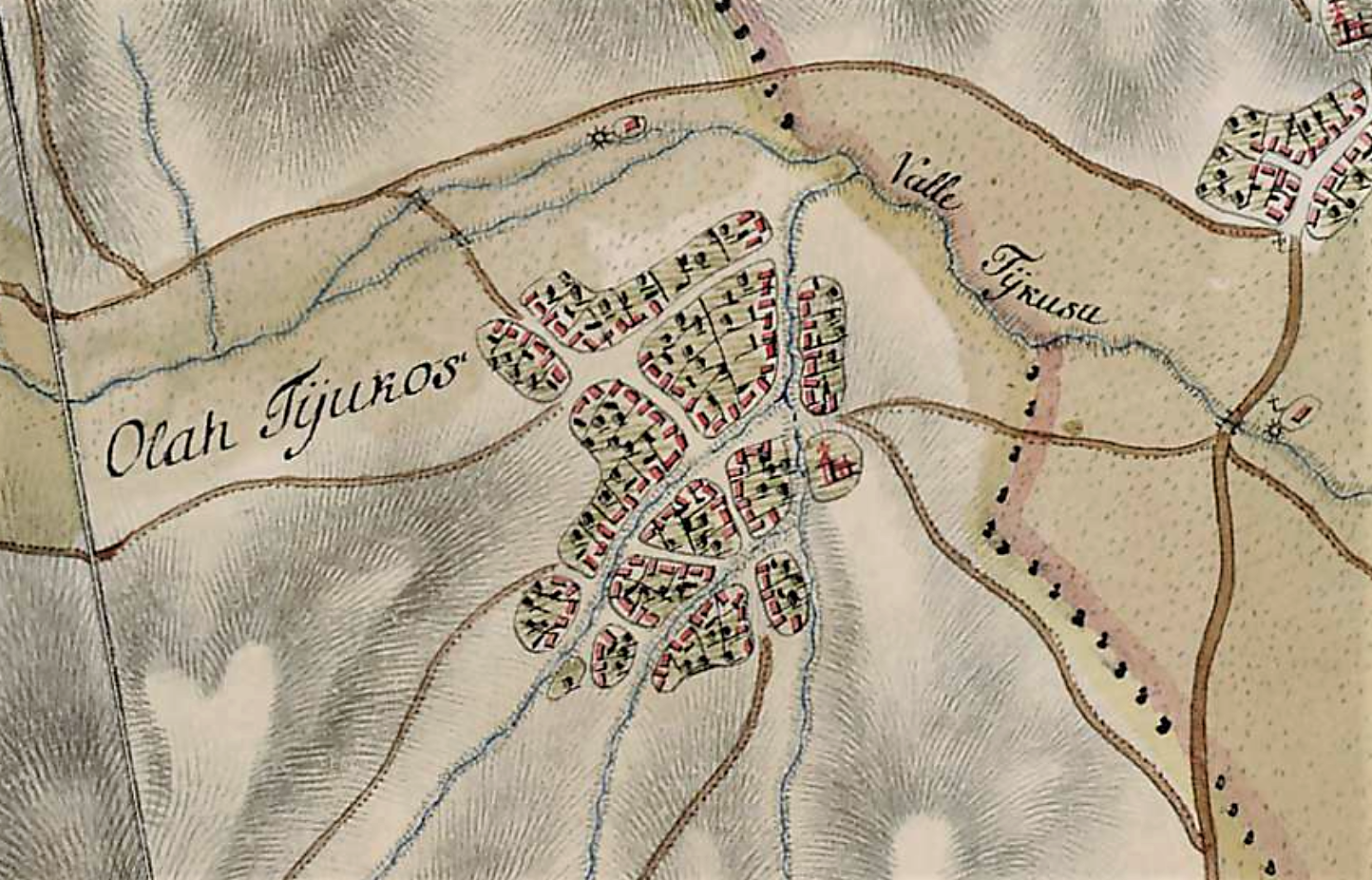
Planul localității cca.1767-1773 (detaliu din Prima ridicare topografică)
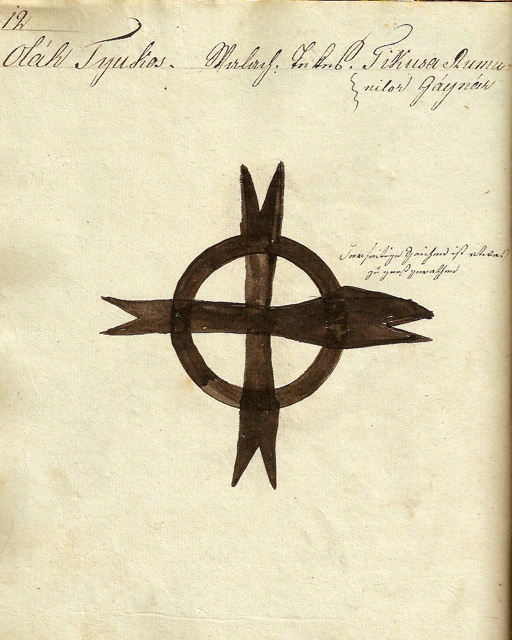
Danga pentru vitele din Ticușu Nou (1826)
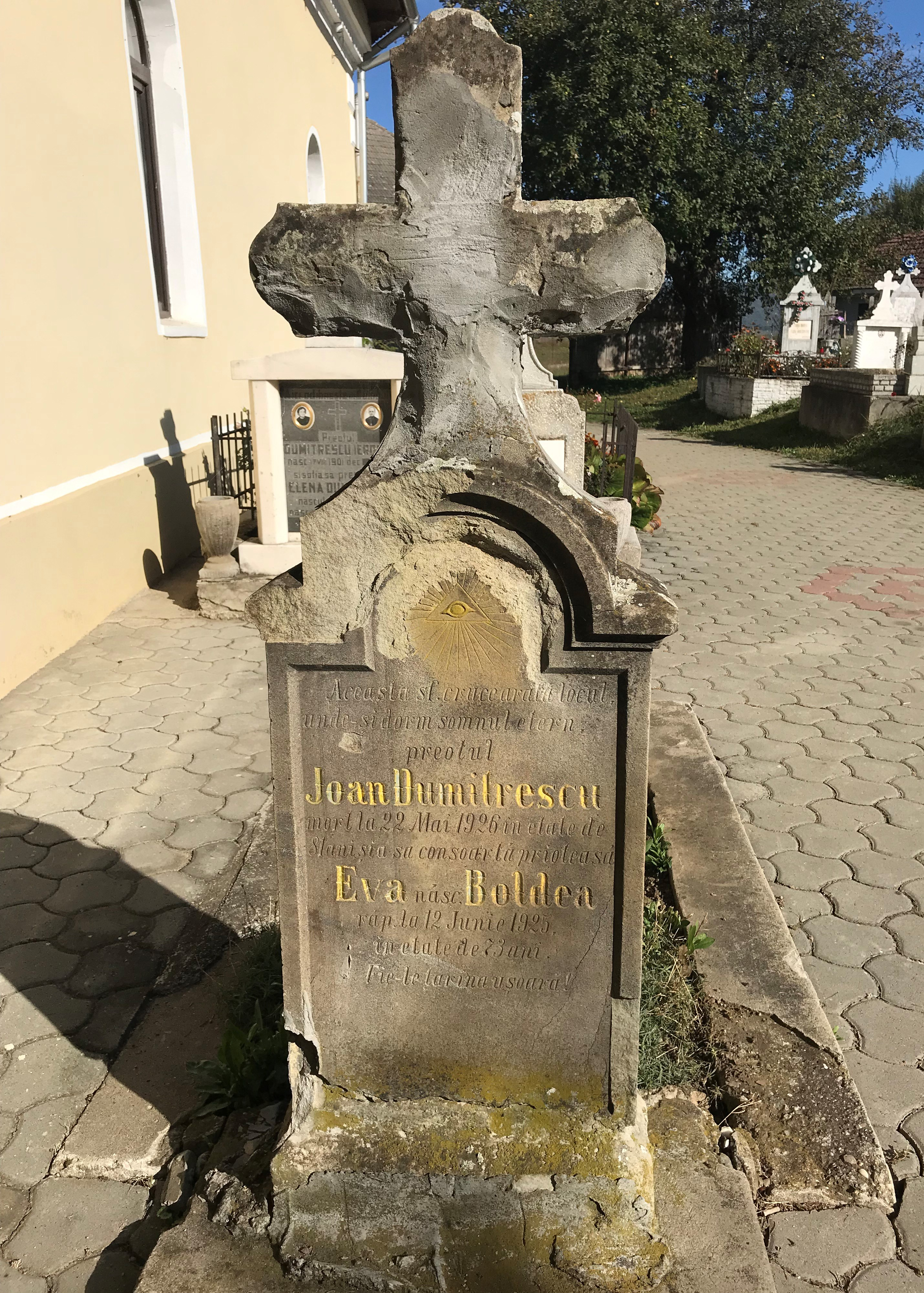
Monument funerar preot Ioan Dumitrescu (1845-1926)
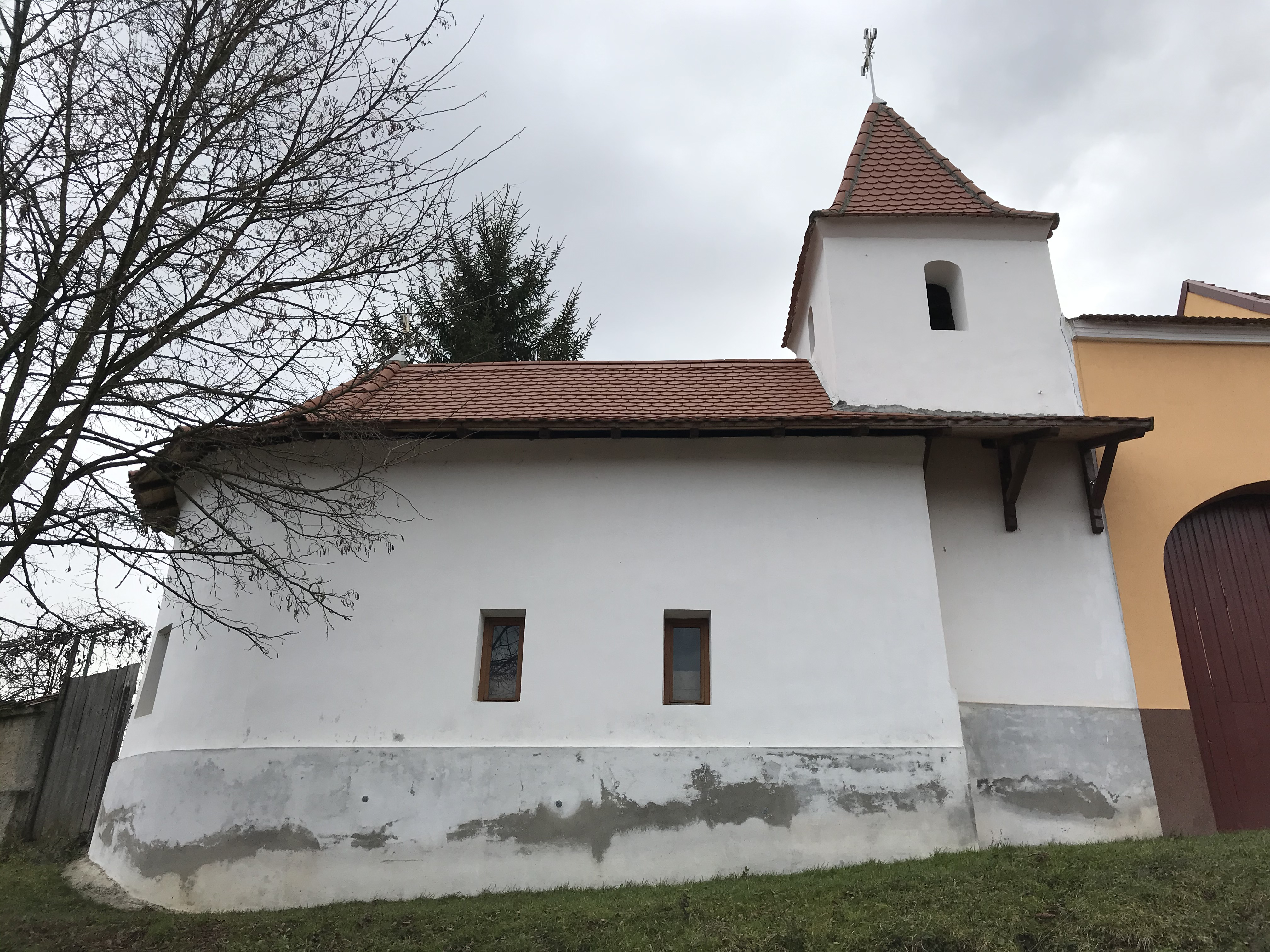
Biserica veche Sf. Cuv. Parascheva Ticușu Nou
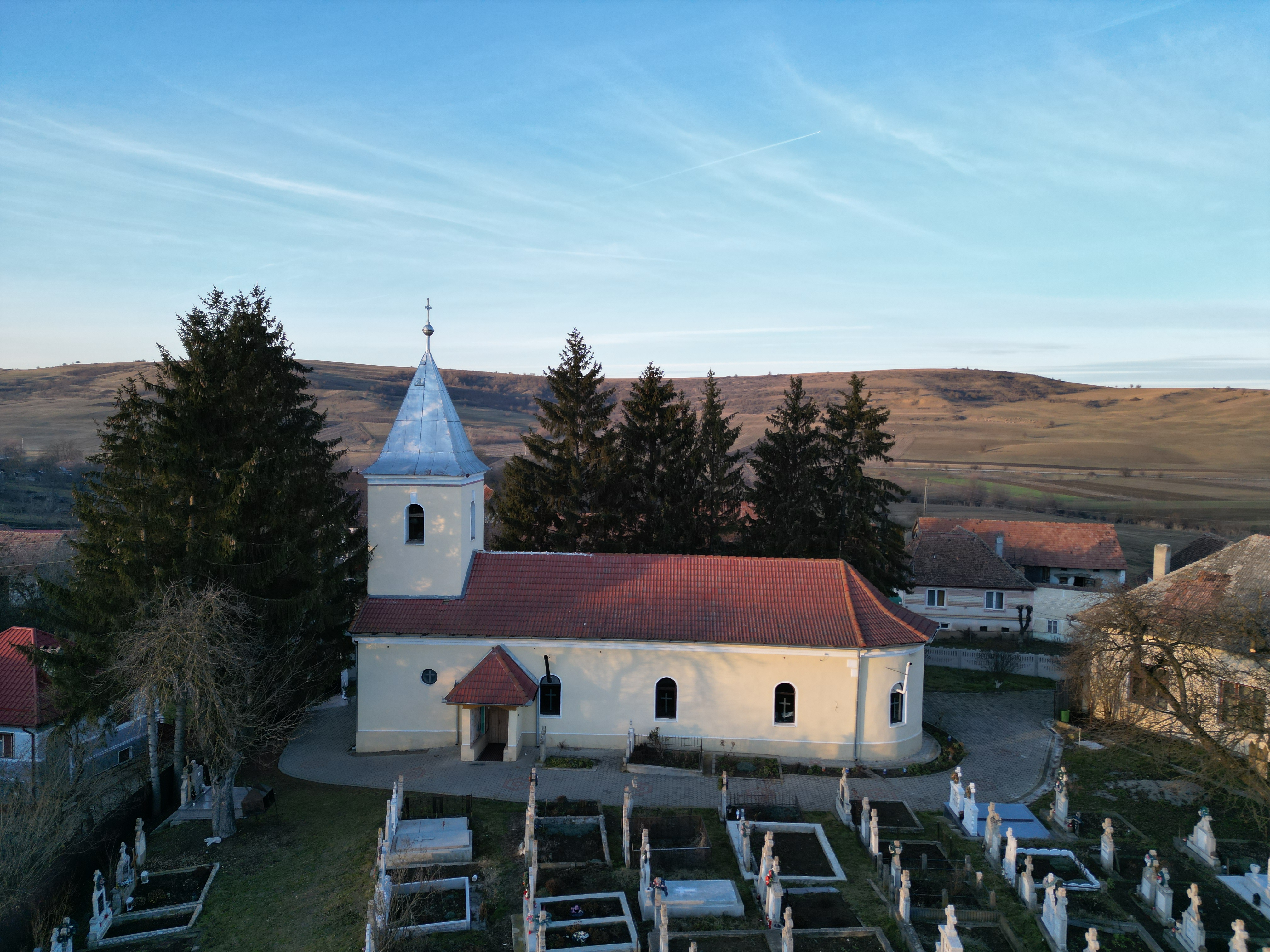
Biserica nouă Sf. Cuv. Parascheva Ticușu Nou (1893)
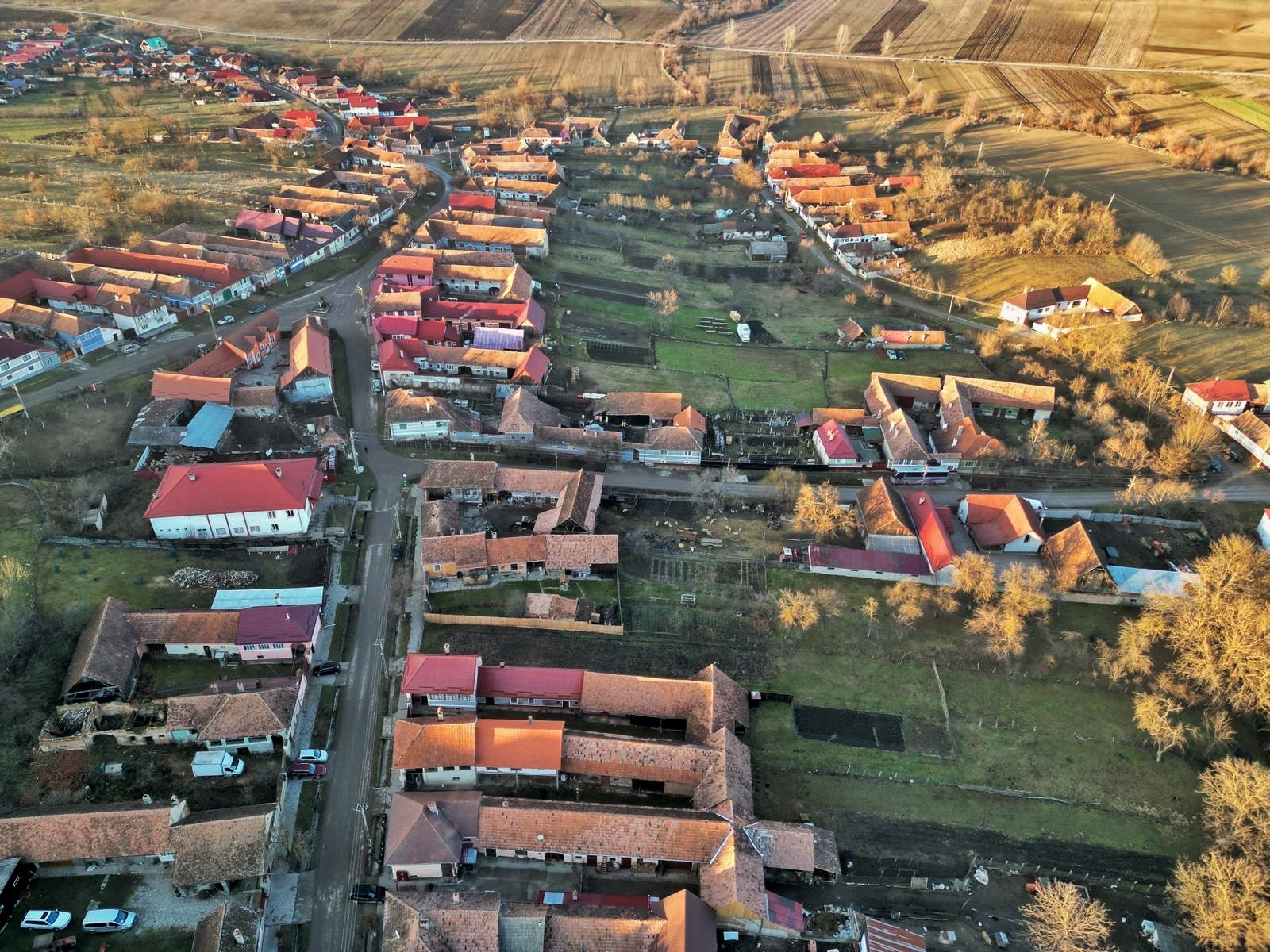
Vedere Panoramică Ticușu Nou (Decembrie 2024)